# Куцокрил довгохвостий
Куцокри́л довгохвостий (Locustella caudata) — вид горобцеподібних птахів родини кобилочкових (Locustellidae). Ендемік Філіппін.

## Підвиди
Виділяють три підвиди:
- L. c. caudata (Ogilvie-Grant, 1895) — гори на півночі острова Лусон;
- L. c. unicolor (Hartert, E, 1904) — гори на острові Мінданао, зокрема гора Апо;
- L. c. malindangensis (Mearns, 1909) — гори на півострові Замбоанга (Мінданао).

## Поширення і екологія
Довгохвості куцокрили живуть в підліску вологих гірських і рівнинних тропічних лісів Філіппін. Зустрічаються на висоті понад 700 м над рівнем моря. Живляться комахами.